# Langelandia gigantea
Langelandia gigantea is een keversoort uit de familie somberkevers (Zopheridae). De wetenschappelijke naam van de soort werd in 1968 gepubliceerd door Roger Dajoz.